# Cryptocellus centralis
Espèce
Cryptocellus centralis est une espèce de ricinules de la famille des Ricinoididae.

## Distribution
Cette espèce est endémique du Costa Rica. Elle se rencontre vers La Caja et Colombiana.

## Description
Le mâle holotype mesure 5 mm.
Le mâle décrit par Platnick et Shadab en 1981 mesure 4,57 mm et la femelle 5,60 mm,.

## Publication originale
- Fage, 1921 : Sur une nouvelle espece du genre Cryptocellus (Arach. Ricinulei). Bulletin du Muséum National d'Histoire Naturelle, Paris, vol. 27, p. 526-530 (texte intégral).